# Ilī-padâ
Ilī-padâ (früher auch als Ili-Hadda gelesen) war ein hoher mittel-assyrischer Würdenträger des 13. und 12. Jahrhunderts v. Chr. (gestorben um 1180 v. Chr.).
Er war ein Nachkomme von Eriba-Adad I. (1390–1364 v. Chr.) und Großwesir (sukallu rabi'u) sowie König (šar) von Hanigalbat unter Aššur-nārāri III. (1202–1197 v. Chr.). Er muss große Macht besessen haben, redet ihn Adad-šuma-uṣur von Babylon doch in einem Brief als König von Assyrien an. R. Borger nimmt an, dass dies schlicht als Beleidigung des wirklichen Königs gemeint war, was mit dem sonstigen Tonfall des Briefes übereinstimmen würde, der die Könige der Faulheit und Trunkenheit bezichtigt.
Ilī-padâ musste schließlich nach Kardunias ins Exil gehen, seinem Sohn Ninurta-apil-ekur gelang es aber, vermutlich mit kassitischer Hilfe den assyrischen Thron an sich zu reißen. Er bezeichnet sich in seinen Inschriften teilweise als Sohn von Eriba-Adad, nicht von Ilī-padâ, will also vielleicht die Erinnerung an seinen rebellischen Vater unterdrücken.